# 三菱・4J1型エンジン
三菱・4J1型エンジンは三菱自動車工業が開発し、同社が2011年9月から2024年4月まで製造、および中華汽車が2014年11月から製造している直列4気筒エンジンの型式。

## 概要
燃費と環境技術の更なる向上、軽量化を目的に、開発当初は日本国内市場における4B1型エンジンの後継として開発されていた。
MIVEC機構はバルブリフト量、開弁期間、開弁タイミングを単一の機構で機械的に連動する構造に変更したことでSOHC化が可能になり、フリクションロスと部品点数を削減した結果、既存の4B1型に対し低重心・軽量・コンパクトなエンジンになっている。スパークプラグはイリジウムプラグ標準装着であり従来どおり気筒数と同じ数で点火させるため整備上、他社のエンジンと変わることはない。
尚、バルブの開閉タイミングとリフト量の両方が可変可能なタイプはSOHCの量産エンジンとしては初で、エンジン内部の摩擦損失を減らすためにピストン、コンロッド、クランクシャフトも一新している。
このエンジンの製造に関しては当初、滋賀県湖南市にあるパワートレイン製作所滋賀工場で行われていたが後に台湾の中華汽車でも製造が開始された。なお、このエンジンは登場当初は日本国内市場専用のエンジンとなっていたが、2014年モデル以降の台湾市場向けアウトランダー、および2017年2月に発表・発売された台湾市場向け専用車種のグランドランサー、2019 - 2022年モデルの欧州市場向け車種のASX（日本名：3代目RVR）にも順次搭載された。
2025年3月現在では唯一、台湾市場車向けアウトランダー用の4J12型エンジンが継続製造されている。

## 諸性能

### 4J10
ボアよりもストローク（行程）が短いショートストロークエンジンである。
ベースとなった4B10と比べると圧縮比が若干異なる以外はカタログ上の出力に変化はないが燃費面などは向上している。
| シリンダー配置 | 直列4気筒SOHC16バルブMIVEC                              |
| 排気量         | 1,798 cc                                                |
| ボア           | 86 mm                                                   |
| ストローク     | 77.4 mm                                                 |
| 圧縮比         | 10.7：1                                                 |
| 燃料噴射装置   | ECI-MULTI（電子制御燃料噴射）                           |
| 最高出力       | 102 kW（139 PS）/ 6,000 rpm                             |
| 最高トルク     | 172 N·m（17.5 kgf·m）/ 4,200rpm                         |
| 製造期間       | 日本：2011年9月 - 2024年4月 台湾：2017年1月 - 2024年3月 |

#### 搭載車両
- 2011年 – 2015年　三菱・ギャランフォルティス
- 2011年 – 2024年　三菱・RVR
- 2017年 – 2024年　三菱・グランドランサー

### 4J11
ボアとストロークの長さが同じスクエアストロークエンジンである。
ベースとなった4B11と比べると圧縮比が若干異なる以外は燃費面などは向上している。
| シリンダー配置 | 直列4気筒SOHC16バルブMIVEC      |
| 排気量         | 1,998 cc                        |
| ボア           | 86 mm                           |
| ストローク     | 86 mm                           |
| 圧縮比         | 10.5：1                         |
| 燃料噴射装置   | ECI-MULTI（電子制御燃料噴射）   |
| 最高出力       | 110 kW（150 PS）/ 6,000 rpm     |
| 最高トルク     | 191 N·m（19.4 kgf·m）/ 4,200rpm |
| 製造期間       | 2011年10月 - 2022年10月         |

#### 搭載車両
- 2011年 – 2019年　三菱・デリカD:5（FF車のみ）
- 2012年 – 2021年　三菱・アウトランダー（FF車のみ）
- 2019年 – 2022年　三菱・ASX

### 4J12
ボアよりもストロークが長いロングストロークエンジンである。
前身の4B12と比べると圧縮比が若干異なる以外はカタログ上の出力に殆ど変化はないが燃費面などは向上している。
| シリンダー配置 | 直列4気筒SOHC16バルブMIVEC                      |
| 排気量         | 2,359 cc                                        |
| ボア           | 88 mm                                           |
| ストローク     | 97 mm                                           |
| 圧縮比         | 10.5：1                                         |
| 燃料噴射装置   | ECI-MULTI（電子制御燃料噴射）                   |
| 最高出力       | 124 kW（169 PS）/ 6,000 rpm                     |
| 最高トルク     | 220 N·m（22.4 kgf·m）/ 4,200rpm                 |
| 製造期間       | 日本：2012年9月 - 2021年11月 台湾：2014年11月 - |

#### 搭載車両
- 2012年 – 　三菱・アウトランダー

## 外部サイト
- クルマの技術|技術ライブラリー|MIVEC（三菱自動車工業）